# 足利春王丸
足利 春王丸（あしかが しゅんおうまる/はるおうまる）は、室町時代中期の人物。関東公方足利持氏の子。

## 略歴
生母は簗田河内守（簗田満助？）の娘と『古河公方系図』にある。なお、持氏の子息の中では唯一史料に生母が明示されている人物である。義久、安王丸、成氏らと母が同じかは不明。また、長塚孝は簗田氏の娘が生んだのは安王丸の方で『古河公方系図』は誤記をしているとする説を唱えている。

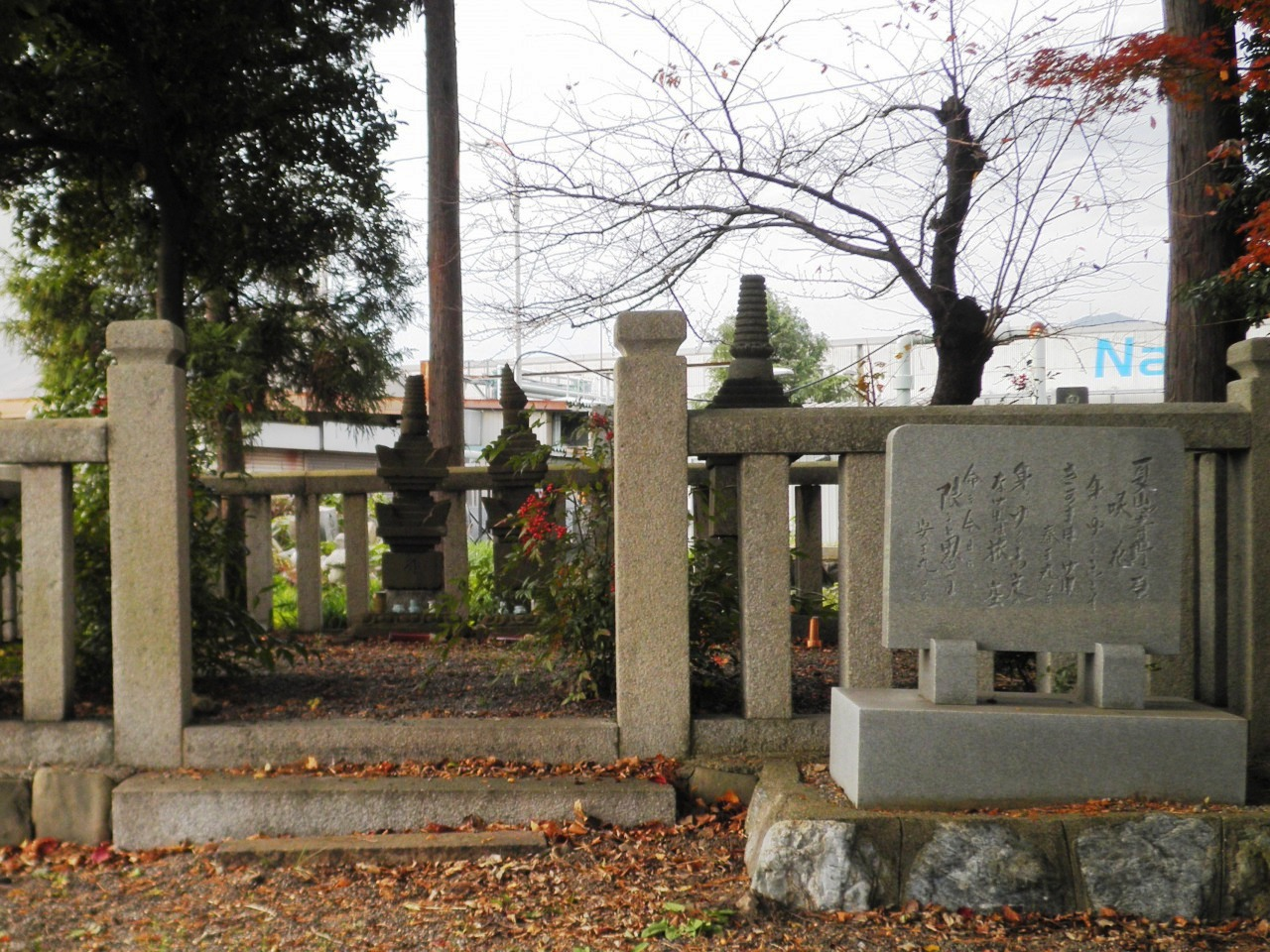
春王・安王の墓と辞世の句碑（岐阜県不破郡垂井町）

父の持氏が室町幕府将軍足利義教に反抗した末に、永享11年（1439年）に自害に追い込まれると（永享の乱）、弟の安王丸とともに下野国日光山に潜伏する。後に密かに結城氏朝に居城結城城に匿われ、義教が自身の子を関東公方に就けようとしたことに反対する氏朝に擁立され籠城するが、上杉持房を総大将とする幕府軍により落城（結城合戦）。安王丸とともに長尾因幡守に捕らえられ、京都護送中に義教の命令により弟とともに美濃国垂井宿の金蓮寺にて殺害される。享年12。
なお、結城城籠城の際には成氏もおり、春王丸・安王丸兄弟同様に殺害されようとしていたところ嘉吉の乱で義教が殺害されて命拾いしたとする説がある。確かに『看聞日記』嘉吉元年5月19日条に持氏の息子3名が捕らえられたと書かれているが、少なくとも『喜連川判鑑』及び『古河公方系図』では成氏は信濃国に落ち延びて大井氏に匿われていたとし、下野国に落去していた春王丸らとは別行動であったとしている。このため、3人目の息子は成氏以外の別の息子であったと推定されている。
辞世の歌は「夏草や　青野が原に　咲くはなの　身の行衛こそ　聞かまほしけれ」
安王丸は「身の行衛　定めなければ　旅の空　命も今日に　限ると思へば」